# Séisme de 2005 à Sumatra
Le séisme de 2005 à Sumatra s'est produit le 28 mars à 16 h 8 GMT (23 h 8 heure locale à Banda Aceh), au large de la côte occidentale de Sumatra, avec une magnitude de 8,7 sur l'échelle ouverte de Richter, d'après l'Institut géologique américain.
Ce séisme mesuré à 8,7 est près de trente fois moins puissant que celui du 26 décembre 2004, mesuré entre 9,1 et 9,3.
L'épicentre a été localisé à 205 km à l'ouest de Sibolga, sur l'île de Sumatra, et à 245 km au sud-ouest de la ville de Medan. Le puissant séisme, qui a duré trois minutes, a provoqué la panique et des coupures d'électricité.
Le séisme a été ressenti en Indonésie, en Thaïlande, au Sri Lanka, en Inde, à Madagascar, à l’île Maurice, en Malaisie, en Australie, en Birmanie.
L'agence américaine de prévention des tsunami a appelé les autorités des pays proches de l'Indonésie à prendre « des mesures immédiates » d'évacuation des zones côtières. Le message a très vite été relayé dans les différents pays de l'océan Indien.
Le tremblement de terre a provoqué un mini raz-de-marée d’une hauteur de 3 mètres qui a frappé l'île indonésienne de Simeuleu.
Il a abaissé le sol d’un mètre dans certaines régions côtières, ce qui provoque en 2011 des inondations.
Un autre séisme de magnitude 5,7 est survenu le mardi matin au large de l'Indonésie, près de la zone où un tremblement de terre de 8,7 s'était produit la veille, selon l'Observatoire sismologique de Hong Kong. La secousse a été enregistrée à 7 h 19 à Hong Kong, soit 6h19 heure locale en Indonésie (23 h 19 GMT lundi). L'épicentre se situait à environ 620 km au sud-sud-est de Banda Aceh, la capitale de la province d'Aceh sur l'île indonésienne de Sumatra.
Une nouvelle secousse de magnitude 5,8 s'est produite mardi au large des côtes indonésiennes, selon des sismologues à Hong Kong. Il s'agit de la dernière réplique en date du violent séisme qui a frappé la veille la région. La secousse a été enregistrée à Hong Kong à 13h22 locales et son épicentre était localisé à quelque 350 km au sud/sud-est de Banda Aceh.

## Bilan
(septembre 2012).

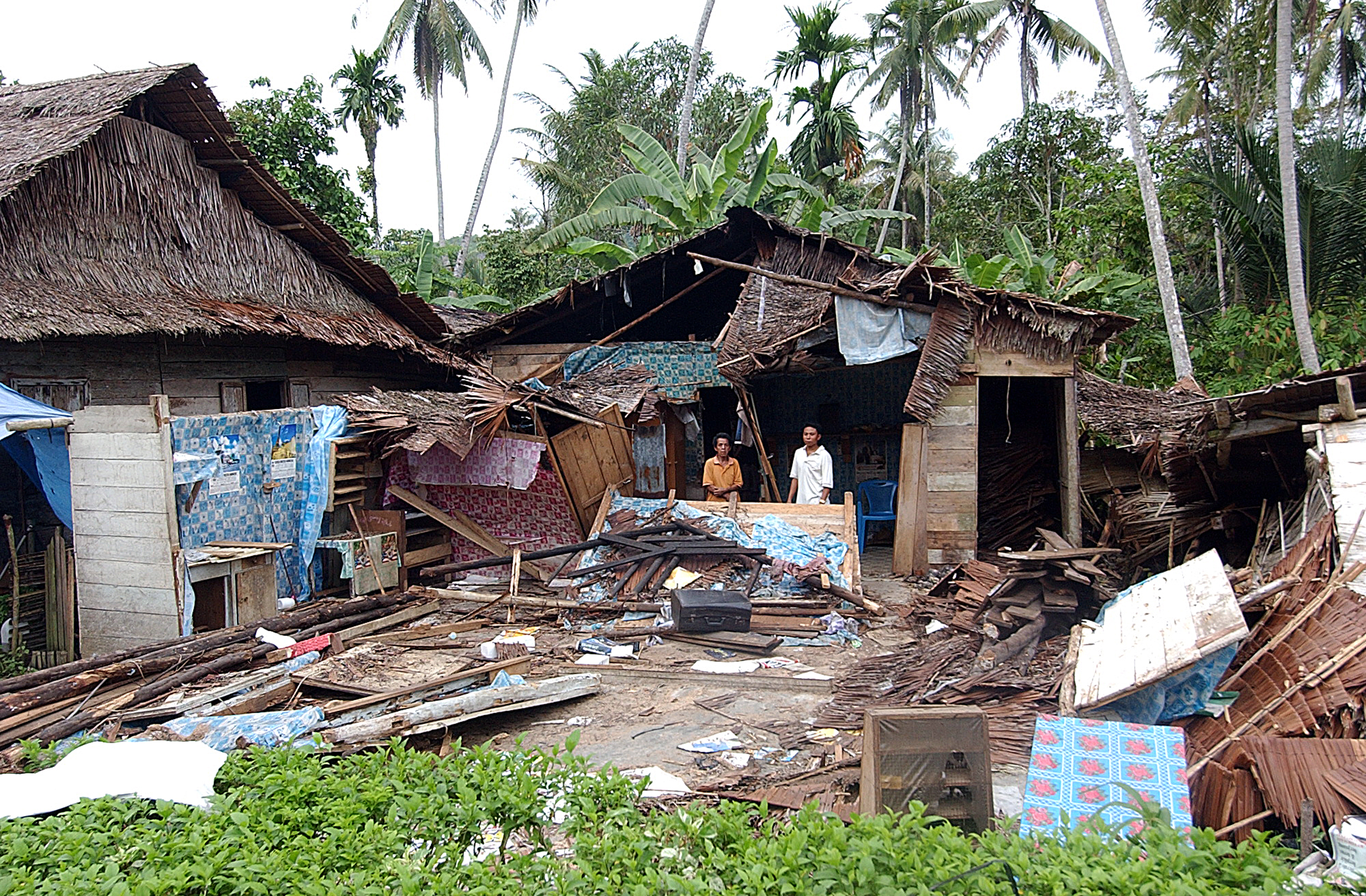
Dégâts sur l'île de Nias.

L'Indonésie a enregistré plus de 900 décès. Par ailleurs, au moins cinq personnes ont péri lors du mouvement de panique de milliers de Sri Lankais qui ont fui les régions côtières du pays après l'alerte au tsunami, a rapporté la police. Trois personnes ont succombé à une attaque cardiaque, deux autres sont mortes dans des accidents de la route durant leur fuite.
Comme pour toute catastrophe d'envergure, le bilan des victimes est donné à titre indicatif, les chiffres étant des estimations globales certainement inexactes. Une distinction est établie entre les pays directement touchés par la catastrophe et les pays ayant perdu des ressortissants présents dans ces pays au moment du drame.
Bilan par lieu de décès
- Indonésie : entre 900 et 1300 morts[3],[4], dont au moins 1000 morts sur l’île de Nias, 100 morts sur l'île de Simeulue et 3 morts dans la région de Meulaboh, à Sumatra

Étrangers tués, blessés et disparus dans le séisme et le raz-de-marée
- Pays-Bas : 1 mort

## Réponse humanitaire

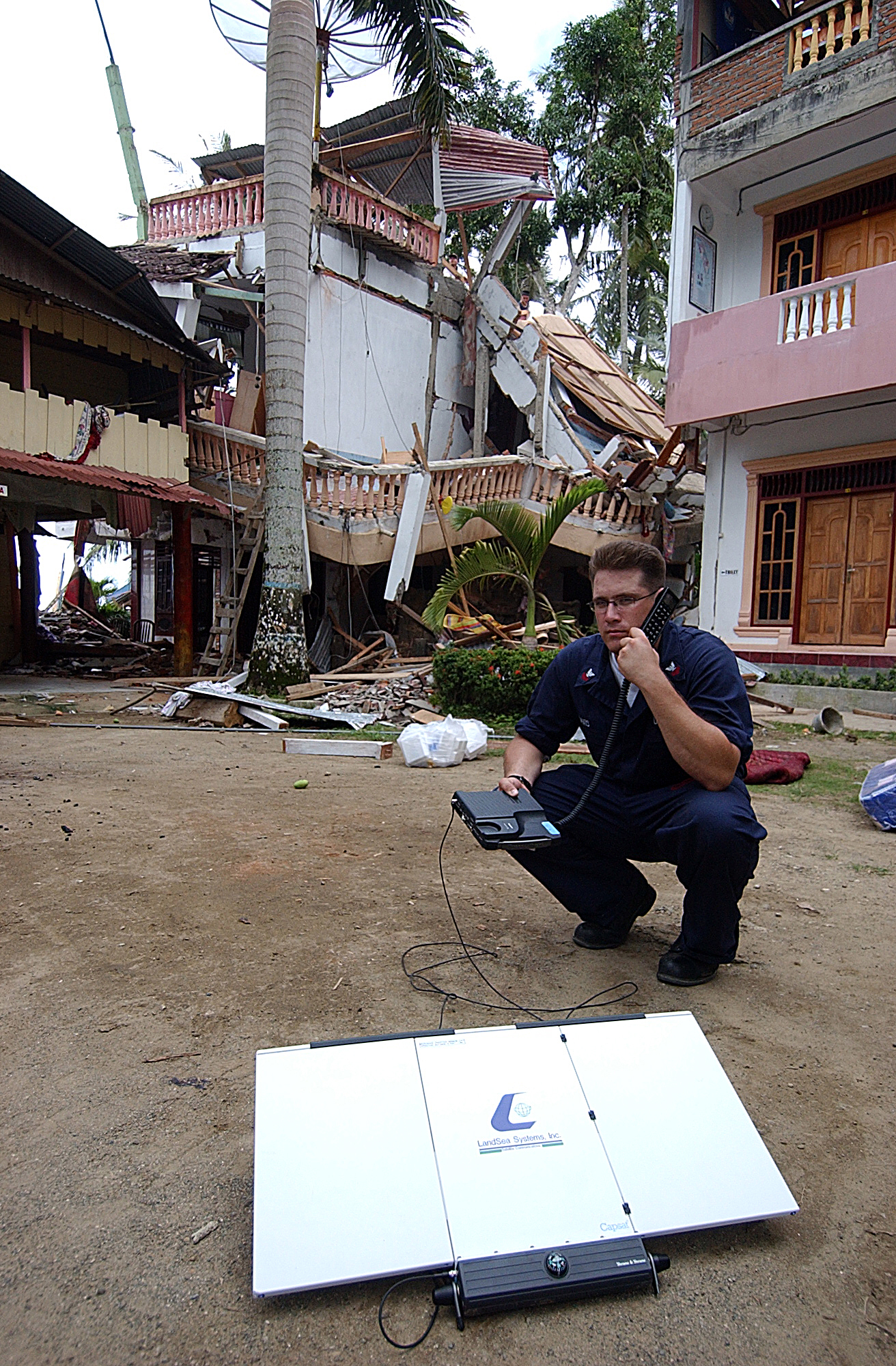
Participant à l'aide humanitaire utilisant un télephone satellite.

Le 29 mars 2005, deux équipes comprenant du personnel des Nations unies, d'organisations non-gouvernementales et du gouvernement indonésien arrivent sur les île de Nias et Simeulue afin d'évaluer la situation humanitaire et coordonner l'aide à apporter aux victimes,.  Trois hélicoptères des Services aériens d'aide humanitaire des Nations unies s'occupent d'évacuer les blessés graves vers l'hôpital de Sibolga. Le 4 avril 2005, le gouverneur de la province du nord de Sumatra fait officiellement appel au Haut Commissariat des Nations Unies pour les Réfugiés (UNHCR) pour une «assistance humanitaire et une aide à la réhabilitation». Du matériel de secours est livré à Medan, où la distribution de l'aide humanitaire pour l'ensemble de l'île de Nias s'organise. À la fin de juin 2005, l'UNHCR rapportait que plus de 27 000 personnes sur l'île de Nias avaient reçu du matériel de secours. 
L'Australie annonce qu'elle fournirait une aide d'urgence de 1 million de dollars australiens et un hôpital de campagne et, à la demande du gouvernement indonésien, a envoyé à Nias des équipes et des équipements médicaux des forces de défense australiennes. Le navire de la marine australienne HMAS Kanimbla, qui venait de quitter Aceh, a été redéployé dans la région depuis Singapour. Vers 09h30 (UTC) le 2 avril 2005, l'un des deux hélicoptères Sea King du Kanimbla, le Shark 02, s'est écrasé sur l'île de Nias alors qu'il transportait du personnel médical vers un village. Neuf membres du personnel ont été tués, et deux autres ont été blessés mais ont été secourus sur le site de l'écrasement par l'autre hélicoptère. Le crash s'est produit un jour avant une visite d'État du président Susilo Bambang Yudhoyono en Australie, au cours de laquelle le président et le premier ministre australien John Howard ont exprimé leur tristesse mutuelle pour les pertes subies par leurs pays. La marine américaine a réagi à ce séisme en déployant l'USNS Mercy, un navire-hôpital de 100 lits, au large des côtes de Nias. Le gouvernement indien annonce  de son côté 2 millions de dollars américains en assistance humanitaire. La Grèce fait un don de 200 000 euros pour aider dans les efforts d'aide humanitaire aux sinistrés du séisme. 